# Xanthorhoe aridela
Xanthorhoe aridela är en fjärilsart som beskrevs av Louis Beethoven Prout 1937. Xanthorhoe aridela ingår i släktet Xanthorhoe och familjen mätare. Inga underarter finns listade i Catalogue of Life.